# Дијагностички робот
Дијагностички робот софистицирани је дијагностички алат у облику физичког робота или софтверског експертског система. Овај алат користи напредне алгоритме машинског учења и узрочне закључке како би помогао у откривању узрочно-последичних веза између здравствених фактора и тиме омогућио проактивне интервенције за спречавање погоршања здравственог стања.
Захваљујући увиду у основне узроке и факторе ризика повезане са специфичним здравственим стањима, здравствени радницима је примена робота омогућила да могу доносити праве одлуке и на основу њих проактивно интервенисати. 
Дијагностичка роботика која развија персонализоване превентивне стратегије и планове лечења има за циљ да помаже не само у дијагностичи и лечењу већ и у одређивању приоритета превентивних мера за сваког појединца индивидуално. 
Дијагностички роботи такође омогућавају сарадњу у реалном времену  са неким од највећих здравствених организација широм света како би на адекватан начин помогла здравственим  радницима да квалитетније воде рачуна да квалитетно и правовремено лечење постане стварност за све социјалне категорије.

## Историја
Дијагностичка роботика зачета је  1970-их на почетку развоја вештачке интелигенције, када су системи за аутоматску дијагностику постали способни да прикупљају податке за медицинску дијагностику са својим подсистемом заснованим на знању и алатима као што су антропоморфни прст који покреће тетива, сензори попут коже или тактилни за перцепцију итд.
У фебруару 2013. године, ИБМ је објавио да је прва комерцијална апликација Ватсоновог софтверског система била спремна за доношење одлука оконтроли дјагностици у лечењу рака плућа у Меморијалном центру за рак Слоана Кетеринг у сарадњи са WellPoint-ом (сада Антхем).  Исте године пословни шеф ИБМ Ватсона Маној Сакена рекао је да 90% медицинских сестара на терену које користе Ватсон сада прате његове смернице.

## Опште информације
Број становника на планети Земљи све више расте, бржим темпом од раста здравственог ситема, а масовне пандемије и бројни ратови ограничавају пацијентима да добију праву негу у право време у најприкладнијем окружењу. Такође пацијенти желе беспрекорно здравствено збрињавање, провајдери и платиоци здравствених осигурања желе мање административних трошкова и мање пропуштених прилика за пружање квалитетних услуга. Имајући ово у виду медицинска роботика даје решења која могу помоћи организацијама и појединцима да испуни оба циља са иновативним дигиталним понудама за навигацију, тријажу и процену.
Примена дијагностичке роботика са једне стране може осигурати великом броју пацијената да се врло брзо повежу са најквалификованијим и најисплативијим пружаоцем услуга за њихове индивидуалне потребе. А са друге стране дијагностичка роботика омогућава лекарима да имају све алате који су им потребни за правилну дијагностику, и захваљујући томе више се фокусирају на своје односе са пацијентима. Уједно овај алат уклање нагађање о могућој болести и обезбеђује побољшане могућности предвиђања ризика и за доношење правилних клиничких одлука.

## Примери

### Робот  у дијагностици реуматоидног артритиса
Дијагностички робот  са укљученим производом вештачке интелигенције нашао је примену у процесу ултразвучног снимања и процени радиолошке слике који се користи у дијагностици реуматоидног артритиса. Захваљујући њему  може бити прегледан већи број пацијената уз мање трошкове болничког лечења и у условима недостка специјалиста.
Како је реуматоидни артритис (РА) постала све раширенија међу старијим особама, а како светска популација све више стари, РА ће ускоро представљати велики проблем за здравствени систем. Имајући ово у виду увођење дијагностички робота у свакодневну праксу требало би да у наредним годинама одигра кључну улогу у решавању овог изазова.

### Роботска рука
Роботска рука се састоји од различитих сензора на својим прстима уз помоћ којих се прикупљају подаци од пацијената за разне медицинске дијагностичке апликације. Овом руком прикупљене личне и медицинске информације ажурирају се на јединственој интернет страници. Палац и кажипрст роботске руке  користе се за терапијске операције које се контролишу са интернет странице, а средњи и мали прст роботске руке се користе у дијагностичке сврхе (нпр ажурирање дијагностичких медицинских података на интернет страници). Роботска рука промовише виртуелног доктора за здравствену дијагностику и лечење.

### Роботски ултразвучни систем
Ултразвучно снимање је златни стандард за клиничку дијагнозу због својих јединствених предности у поређењу са другим модалитетима снимања, укључујући: ниску цену, неинвазивност и безбедност за људско тело. Међутим, процес ултразвучног скенирања захтева примену велике силе током дужег временског периода, често у неудобним положајима како би се одржала жељена оријентација сонде за снимање. Ова физичка потреба током каријере сонографа често доводи до мишићно-скелетног бола и повреда услед напрезања.
Да би сер решили ови проблем, предлажена је примена кооперативно контролисаног роботског ултразвучног система како би се смањила сила коју примењују сонографи. Предложени систем се састоји од две кључне компоненте: шестоосне роботске руке која држи и покреће ултразвучну сонду и двоструког сензора силе који омогућава кооперативну контролу и помоћ при прилагођавању силе. Са контролом силе пропуштања, роботска рука се придржава покрета оператера, док помаже силом током скенирања.
Кроз неколико корисничких студија која је укључивала стручне сонографе и лаике установљено је за  32–73% смањење људске примењене силе и у 8–18% случајева побољшање стабилности слике.